# Александродар (Кировоградская область)
Александродар (укр. Олександродар) — село в Петровской поселковой общине Александрийского района Кировоградской области Украины.
До 2020 года входило в Петровский район
Население по переписи 2001 года составляло 28 человек. Почтовый индекс — 28300. Телефонный код — 5237. Код КОАТУУ — 3524955102.